# 1165
| 1165               |
| ------------------ |
| Dødsfald - Fødsler |
|                    |

| Gregoriansk kalender | 1165 MCLXV              |
| Ab urbe condita      | 1918                    |
| Armensk kalender     | 614 ԹՎ ՈԺԴ              |
| Kinesiske kalender   | 3861 – 3862 甲申 – 乙酉 |
| Etiopisk kalender    | 1157 – 1158             |
| Jødisk kalender      | 4925 – 4926             |
| Hindukalendere       |                         |
| - Vikram Samvat      | 1220 – 1221             |
| - Shaka Samvat       | 1087 – 1088             |
| - Kali Yuga          | 4266 – 4267             |
| Iransk kalender      | 543 – 544               |
| Islamisk kalender    | 560 – 561               |

Konge i Danmark: Valdemar den Store enekonge fra 1157-1182
Se også 1165 (tal)

## Begivenheder
- Karl den Store helgenkåres

## Født
- Ibn Arabi[1]

## Fodnoter
1. ↑  "The Meccan Revelations". World Digital Library. 1900-1999. Arkiveret fra originalen 21. september 2015. Hentet 2013-07-14.